# Abralia veranyi
Abralia veranyi is een inktvis uit de familie Enoploteuthidae. De inktvis is een carnivoor en zijn voedsel bestaat voornamelijk uit vis, krabben, kreeften en weekdieren die ze met de zuignappen op hun grijparmen vangen.
De wetenschappelijke naam van de soort werd in 1844 gepubliceerd door Eduard Rüppell.